# Aeonium diplocyclum
Aeonium diplocyclum és una espècie de planta suculenta del gènere Aeonium, de la família de les Crassulaceae.

## Descripció
És una roseta monocàrpica solitària perenne, de 6 a 18 cm de diàmetre, en forma de copa amb fulles interiors erectes, ben tancades durant la temporada seca.
Les fulles són de 5 a 8 cm de llarg i de 4 a 6,5 cm d'ample, obovat-espatulades, apicalment arrodonides, truncades o àmpliament cuneades, apiculades o rarament retuses, bàsicament àmpliament cuneades, glabres, glauques, marges hialines, ocasionalment poc glanduloses, sovint finament oscades o sinuoses, de color verd pàl·lid.
Les inflorescències són de cap pla, part florífera de 13 a 16 cm d'alt i de 15 a 20 cm d'ample, peduncle de 8 a 22 cm, densament frondosa, pedicels de 2 a 4 mm, glandular-peluda.
Les flors són de 19 a 24 parts, sèpals glandulosos, pètals de 5 a 6 mm de llarg i d'1 a 1,5 mm d'ample, lanceolats, acuminats, sovint apiculats, de color groc intens, amb filaments glabres. Floreix de març a juliol.
Amb prou feines diferent d’A. aureum. Es diferencia per no tenir, en la major part de les ocasions, ramificacions laterals i perquè les flors tenen molts menys pètals (19 a 24 parts en aquesta espècie, en comptes de 30 a 35 parts a l'A. aureum).

## Distribució
Planta endèmica de les illes La Gomera, La Palma, El Hierro, a les Canàries. Creix de 50 a 1700 m d'altitud.

## Taxonomia
Aeonium diplocyclum (Webb ex Bolle) T.Mes va ser descrita per Theodorus Hendrikus Maria Mes i publicada a in H. 't Hart & U. Eggli (eds.), Evol. & Syst. Crassulac. 41 (1995).
En castellà s'anomena "bea simple".